# Lope de Aguirre (historieta)
Lope de Aguirre es una trilogía de cómic escrita por Felipe Hernández Cava y dibujada por Enrique Breccia, Federico del Barrio y Ricard Castells sobre la vida del conquistador homónimo.

## Trayectoria editorial
Ikusager publicó las dos primeras entregas: 
- La aventura, dibujada por el argentino Enrique Breccia, en 1989.
- La conjura, dibujada por Del Barrio, en 1993.

La tercera y última parte, titulada La Expiación fue concluida por Ricard Castells en 1992, pero no encontró editor hasta 1998 por parte de Edicions de Ponent, debido a su arriesgado grafismo. Recibió el premio a la mejor obra y el mejor guion en el Salón del Cómic de Barcelona del año siguiente.